# MYSTIC

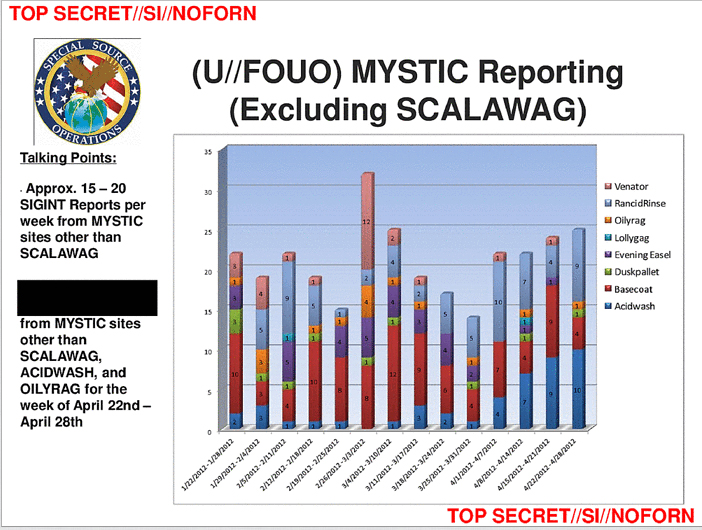
Informes de MYSTIC para Filipinas (VENATOR), México (EVENINGEASEL), Kenia (DUSKPALLET), las Bahamas (BASECOAT) y el país inicialmente sin nombre de enero a abril de 2012

MYSTIC es un antiguo programa secreto utilizado desde 2009 por la Agencia de Seguridad Nacional de Estados Unidos (NSA) para recopilar los metadatos y el contenido de las llamadas telefónicas de varios países. El programa se reveló por primera vez en marzo de 2014, a partir de los documentos filtrados por Edward Snowden.
MYSTIC opera bajo la autoridad legal de la Orden Ejecutiva 12333.

## Historia
El programa MYSTIC comenzó en 2009, pero alcanzó su plena capacidad de grabar el contenido de las llamadas telefónicas en todo un país durante 30 días, en 2011. Los documentos de 2013 dicen que el programa de vigilancia podría extenderse a otras naciones.
El 18 de marzo de 2014, The Washington Post reveló por primera vez la existencia del programa, basándose en los documentos filtrados por Edward Snowden. Se informó de que la NSA tenía la capacidad de registrar todas las llamadas telefónicas desde un país extranjero no identificado.
El 19 de mayo de 2014, el sitio web The Intercept publicó el nombre de un país del que se grabaron las llamadas telefónicas, y también identificó otros tres países de los que solo se recogieron los metadatos de telefonía (véase más abajo).

## Alcance
En el marco de un subprograma de MYSTIC llamado SOMALGET, la NSA está grabando y archivando activamente el contenido de "prácticamente todas" las llamadas telefónicas durante treinta días. Transcurridos los treinta días, las llamadas grabadas se sobrescriben con otras más recientes, aunque se teme que la NSA empiece a almacenar indefinidamente las llamadas telefónicas recogidas.
Aunque los analistas de la NSA sólo pueden escuchar menos del 1 % de las llamadas telefónicas recogidas bajo MYSTIC, cada mes se envían millones de clips de voz para su procesamiento y almacenamiento.
Un representante de la Unión Estadounidense por las Libertades Civiles (ACLU) criticó el programa, afirmando que "la NSA tiene ahora la capacidad de grabar todo lo que quiera". También se señaló que MYSTIC es la primera operación de vigilancia de la NSA revelada capaz de vigilar y grabar el sistema de telecomunicaciones de toda una nación.

## Objetivos
A partir de 2013, la NSA recopiló los metadatos de las llamadas telefónicas de cinco países enteros, según un informe de The Intercept del 19 de mayo de 2014: México, Filipinas, Kenia, Bahamas y un país inicialmente no identificado.
En el caso de estos dos últimos países, la NSA no sólo recogió los metadatos, sino también el contenido de las llamadas telefónicas. Esto se llevó a cabo con el subprograma SOMALGET.
Los documentos de la NSA afirman que la vigilancia masiva ilegal de las Bahamas dio lugar a la detención de narcotraficantes. El gobierno estadounidense tampoco ha compartido aún la información con Bahamas, a pesar de haber indicado que lo haría.

### Afganistán
En marzo de 2014, el exdirector adjunto de la NSA, John C. Inglis, ya había dicho que el otro país era Irak, pero el 19 de mayo, un análisis publicado en el sitio web Cryptome identificó el país como Afganistán. Varios días después, el 23 de mayo, WikiLeaks también informó de que Afganistán era el país del que la NSA recogía casi todas las llamadas telefónicas.
El 9 de septiembre de 2015, el director de Inteligencia Nacional de EE. UU., James Clapper, dijo que la revelación de lo que los reporteros creían que era el programa MYSTIC y/o SOMALGET, llevó al gobierno afgano a cerrar inmediatamente un importante programa de inteligencia, que "era la fuente más importante de protección de la fuerza y de alerta para nuestro pueblo en Afganistán", según Clapper.